# Dactylomys peruanus
Dactylomys peruanus là một loài động vật có vú trong họ Echimyidae, bộ Gặm nhấm. Loài này được J. A. Allen mô tả năm 1900.
Loài này được tìm thấy ở Bolivia và Peru. Môi trường sống tự nhiên của chúng là rừng đất thấp ẩm nhiệt đới hoặc cận nhiệt đới.